# Erlenbach (Bever)
| Zuläufe und Bauwerke \| Erlenbach \| Erlenbach \| Erlenbach \| \| -------------------------------------- \| --------- \| -------------- \| \| Legende \| \| \| \| Radevormwald \| \| Radevormwald \| \| \| \| Böhlefeldshaus \| \| \| \| \| \| \| \| Grüne \| \| Bundesstraße 229 \| \| \| \| \| \| \| \| Regenrückhaltebecken \| \| \| \| Wuppertalbahn \| \| (stillgelegt) \| \| \| \| \| \| Regenrückhaltebecken \| \| \| \| Regenrückhaltebecken \| \| \| \| Regenrückhaltebecken \| \| \| \| Regenrückhaltebecken \| \| \| \| \| \| \| \| Teich \| \| \| \| Teich \| \| \| \| Teich \| \| \| \| Erlenbach \| \| \| \| \| \| Kreuzbach \| \| \| \| \| \| Hönder Siepen \| \| \| \| Bruchfelder Siepen \| \| \| \| Hönderbruch \| \| \| \| Lichteneichen \| \| \| \| Erlenbach-Vorsperre der Bevertalsperre \| \| \| |  |                |
| Erlenbach |  |                |
| Legende |  |                |
| Radevormwald |  | Radevormwald   |
| |  | Böhlefeldshaus |
| |  |                |
| |  | Grüne          |
| Bundesstraße 229 |  |                |
| |  |                |
| Regenrückhaltebecken |  |                |
| Wuppertalbahn |  | (stillgelegt)  |
| |  |                |
| Regenrückhaltebecken |  |                |
| Regenrückhaltebecken |  |                |
| Regenrückhaltebecken |  |                |
| Regenrückhaltebecken |  |                |
| |  |                |
| Teich |  |                |
| Teich |  |                |
| Teich |  |                |
| Erlenbach |  |                |
| |  | Kreuzbach      |
| |  |                |
| Hönder Siepen |  |                |
| Bruchfelder Siepen |  |                |
| Hönderbruch |  |                |
| Lichteneichen |  |                |
| Erlenbach-Vorsperre der Bevertalsperre |  |                |

Der Erlenbach ist ein 4,8 Kilometer langer, orographisch rechter Nebenfluss der Bever in Radevormwald.

## Lage und Topografie
Der Bach entspringt auf 386 Meter ü. NN westlich der Radevormwalder Ortschaft Böhlefeldshaus wenige Meter westlich der Wasserscheide der Flusssysteme zwischen der Wupper und der Ennepe. Er fließt durch den Wald an einem als Kulturdenkmal geschützten mittelalterlichen Verhüttungsplatz vorbei und unterquert bei Grüne die Bundesstraße 229.
An einem Gewerbegebiet vorbeifließend unterquert der Erlenbach den hohen Bahndamm der stillgelegten Wuppertalbahn und passiert eine Reihe von Regenrückhaltebecken des Gewerbegebiets. Er erreicht hinter einem alten Steinbruch die abseits gelegene, gleichnamige Ortslage Erlenbach, wo er drei große Teiche speist. Bei der Einmündung des Kreuzbachs unterquert der Erlenbach die Kreisstraße K11.
Nachdem er Zufluss von dem Hönder Siepen und den Bruchfelder Siepen erhalten hat, umrundet der Erlenbach die Hofschaft Hönderbruch und fließt östlich an der Hofschaft Lichteneichen vorbei. Wenige Meter weiter mündet er auf 296 Meter ü. NN in der Erlenbach-Vorsperre der Bevertalsperre. 
Die wichtigsten Nebenflüsse sind der Kreuzbach, der Hönder Siepen und der Bruchfelder Siepen.